# District de Bucheggberg
Le district de Bucheggberg est un ancien district suisse, situé dans le canton de Soleure. Il forme depuis 2005, avec le district de Wasseramt, la circonscription électorale de Bucheggberg-Wasseramt.

## Histoire
La commune Buchegg a été fondée le 1er janvier 2014 à la suite de la fusion des anciennes communes d'Aetigkofen, Aetingen, Bibern, Brügglen, Gossliwil, Hessigkofen, Küttigkofen, Kyburg-Buchegg, Mühledorf et Tscheppach.

## Communes
| Nom                    | N° OFS | Population (décembre 2022) |
| ---------------------- | ------ | -------------------------- |
| Biezwil                | 2445   | +000356,                   |
| Buchegg                | 2465   | +002 550,                  |
| Lüsslingen-Nennigkofen | 2464   | +001 119,                  |
| Lüterkofen-Ichertswil  | 2455   | +000895,                   |
| Messen                 | 2457   | +001 471,                  |
| Schnottwil             | 2461   | +001 131,                  |
| Unterramsern           | 2463   | +000222,                   |
| Total                  | Total  | +008 092,                  |